# غويلرمو رولدان
غويلرمو رولدان (بالإسبانية: Guillermo Roldán)‏ هو لاعب كرة قدم إسباني في مركز نصف الجناح، ولد في 23 يونيو 1981 في قرطبة في إسبانيا. لعب مع نادي ألباسيتي ونادي ألكويانو ونادي أوروبا ونادي إيبار ونادي غوادالاخارا ونادي قرطبة ونادي مليلية.

## وصلات خارجية
- غويلرمو رولدان على موقع قاعدة بيانات كرة القدم.إي يو (الإنجليزية)
- غويلرمو رولدان على موقع Soccerway.com (الإنجليزية)
- غويلرمو رولدان على موقع AS.com (الإسبانية)